# Métro de Yokohama
Le métro de Yokohama (横浜市営地下鉄 Yokohama-shiei chikatetsu) est un des systèmes de transport en commun de la ville de Yokohama au Japon. Il est géré par le Bureau des transports de la ville de Yokohama.

## Histoire
Les travaux de la première ligne de métro ont commencé en 1965 et elle ouvre le 16 septembre 1972 entre Kamiooka et Isezaki-chojamachi.

## Lignes du métro de Yokohama
| Ligne | Symbole | Terminus           | Terminus           | Ouverture | Longueur | Stations |
| ----- | ------- | ------------------ | ------------------ | --------- | -------- | -------- |
| Bleue |         | Azamino (あざみ野) | Shōnandai (湘南台) | 1972      | 40,4     | 32       |
| Verte |         | Nakayama (中山駅)  | Hiyoshi (日吉)     | 2008      | 13       | 10       |

### Ligne 1 et 3 (Ligne bleue)
Les lignes 1 et 3 devaient à l'origine constituer deux lignes distinctes mais elles ont été interconnectées et rassemblées en une seule ligne. Officiellement, la ligne 1 va de Shonandai à Kannai et la ligne 3 va de Azamino à Kannai. La ligne fait 40,4 km de long (dont 7,6 en surface) : c'est la deuxième ligne de métro du Japon par la longueur (seule la ligne Toei Ōedo à Tokyo est plus longue). La ligne dessert 32 stations et celles-ci ont des quais d'une longueur de 120 m qui permettent d'accueillir des rames de 6 voitures. L'écartement des rails est standard et l'alimentation se fait en troisième rail à la tension de 750 volts.

### Ligne 2
Le projet de construction d'une ligne allant de Kanagawa-Shinmachi à Byobugaura est arrêté. Ce sont les coûts de construction qui freinent considérablement les projets de développement des métros japonais dont celui de Yokohama qui devait atteindre 81 km selon les plans des années 70.

### Ligne 4 (Ligne verte)
La ligne 4 va de Hiyoshi à Nakayama et fait 13,1 km de long dont 10,7 km en souterrain. Il s’agit de la première partie d'un projet de ligne circulaire de Yokohama. La ligne a été inaugurée en mars 2008 et elle est parcourue par 15 trains de quatre véhicules à moteur linéaire alimenté en 1,5 kV cc. Les véhicules, en aluminium, font 15 m de long pour 2,49 m de large. L'intervalle minimum en heure de pointe est de 4 minutes 30 secondes.

## Ligne côtière de Kanazawa
La ligne côtière de Kanazawa (ligne Kanazawa Seaside) est une ligne de métro léger de 10,6 km de long et de 14 stations. Bien que située à Yokohama, elle ne fait pas partie du réseau de métro de la ville. Mise en service en 1989, elle est parcourue par des trains sans conducteur circulant sur viaduc. Elle va de la gare de Shin-Sugita de la JR East à la gare de Kanazawa-Hakkei du réseau de chemins de fer Keikyū.

## Matériel roulant
| Série | Livraison       | Suppression | Constructeur              | Nombre de rame | Alimentation | Ligne desservie | Photo                      |
| ----- | --------------- | ----------- | ------------------------- | -------------- | ------------ | --------------- | -------------------------- |
| 1000  | 1972 - 1985     | 2006        | Kawasaki Heavy Industries | 14             | 3ème rail    |                 |                            |
| 2000  | 1984 - 1986     | 2006        | J-TREC                    | 9              | 3ème rail    |                 |                            |
| 3000  | 1992 - 2017     | en service  | J-TREC, Nippon Sharyo     | 38             | 3ème rail    |                 | Un train de la ligne bleue |
| 4000  | 2022 - en cours | en service  | Kawasaki Heavy Industries | 7              | 3ème rail    |                 |                            |
| 10000 | 2008            | en service  | Kawasaki Heavy Industries | 17             | Caténaire    |                 | Un train de la ligne verte |